# Ménippé et Métioché
 (septembre 2009).
Si vous disposez d'ouvrages ou d'articles de référence ou si vous connaissez des sites web de qualité traitant du thème abordé ici, merci de compléter l'article en donnant les références utiles à sa vérifiabilité et en les liant à la section « Notes et références ».
Pour les articles homonymes, voir Ménippé (homonymie).
Dans la mythologie grecque, Ménippé et Métioché sont les filles d'Orion et de Sidé.
Également appelées Coronides, elles grandissent en Aonia, au pied du Mont Hélicon. Elles sont éduquées par Athéna et Aphrodite après la mort de leur père, elles sont réputées d'égale beauté et aussi talentueuses qu'Artémis et Aphrodite.
La peste vient alors à frapper l’Aonia et rien ni personne n’arrive à arrêter cela. L’oracle de Delphes est alors consulté et par sa bouche Apollon ordonne aux habitants de sacrifier deux vierges volontaires aux Érinyes.  Mais aucune candidate ne se présente jusqu’à ce que la nouvelle parvienne aux oreilles des Coronides par l’intermédiaire d’une domestique. Par gratitude pour le pays qui les a vues naître, Ménippé et Métioché offrent leur vie. Elles sont emportées par les créatures infernales aux Enfers, mais les monarques Perséphone et Hadès, émus par cet altruisme, ont pitié d’elles et les portent aux étoiles où elles sont changées en comètes.
L'astéroïde (188) Ménippé porte son nom.

## Source
- Pseudo-Apollodore, Bibliothèque [détail des éditions] [lire en ligne] (I, 4, 3).
- Antoninus Liberalis, Métamorphoses [détail des éditions] (XXV).